# 6 Armia (RFSRR)
6 Armia (ros. 6-я армия) − jedna z armii radzieckich w okresie wojny domowej w Rosji 1917–1921. Armia została utworzona 11 września 1918 i brała udział w walkach na froncie północno-wschodnim oraz na froncie północnym. Ponownie utworzona 19 sierpnia 1920.

## Historia 1918-1920

### Skład 6 Armii RFSRR
- 1 Dywizja Strzelców (sierpień 1919 – kwiecień 1920)
- 1 Dywizja Kamiszińska (marzec 1919 – kwiecień 1919)
- 18 Dywizja Strzelców (listopad 1918 – kwiecień 1920)
- 19 Dywizja Strzelców (grudzień 1918 – styczeń 1919)
- 54 Dywizja Strzelców (sierpień 1919 – kwiecień 1920)
- 6 Orszak Lotniczy

### Dowódcy
- Władimir M. Gittis (11 września 1918 – 22 listopada 1918)
- Aleksander A. Samojłow (22 listopada 1918 – 2 maja 1919)
- Wasilij P. Głagolew (2 maja 1919 – 29 maja 1919)
- Aleksander A. Samojłow (29 maja 1919 – 15 kwietnia 1920)

## Ponowne utworzenie

### Skład 6 Armii RFSRR
- 1 Dywizja Strzelców (wrzesień 1920 – listopad 1920)
- 13 Dywizja Strzelców (wrzesień 1920 – październik 1920)
- 15 Dywizja Strzelców (wrzesień 1920 – maj 1921)
- 51 Dywizja Strzelców (wrzesień 1920 – listopad 1920; listopad 1920 – maj 1921)
- 52 Dywizja Strzelców (wrzesień 1920 – listopad 1920; listopad 1920 – maj 1921)
- Łotewska Dywizja Strzelców (wrzesień 1920 – listopad 1920; listopad 1920 – maj 1921)
- Zbiorcza Dywizja Strzelców (listopad 1920)
- 3 Korpus Kawalerii (listopad 1920 – grudzień 1920)

### Dowódcy
- Konstantin Awksientiewski (20 sierpnia 1920 – 26 października 1920)
- August I. Kork (26 października 1920 – 13 maja 1921)